# Albumy numer jeden w roku 1954 (USA)
Lista najlepiej sprzedających się albumów w Stanach Zjednoczonych w 1954 tworzona przez magazyn Billboard.

## Historia notowania
| Data publikacji | Album                                                       | Artysta           |
| --------------- | ----------------------------------------------------------- | ----------------- |
| 2 stycznia      | Christmas with Arthur Godfrey                               | Arthur Godfrey    |
| 9 stycznia      | Christmas with Arthur Godfrey                               | Arthur Godfrey    |
| 16 stycznia     | Christmas with Arthur Godfrey                               | Arthur Godfrey    |
| 23 stycznia     | Music for Lovers Only                                       | Jackie Gleason    |
| 30 stycznia     | Music for Lovers Only                                       | Jackie Gleason    |
| 6 lutego        | Music for Lovers Only                                       | Jackie Gleason    |
| 13 lutego       | Music for Lovers Only                                       | Jackie Gleason    |
| 20 lutego       | Music for Lovers Only                                       | Jackie Gleason    |
| 27 lutego       | Music for Lovers Only                                       | Jackie Gleason    |
| 6 marca         | Music for Lovers Only                                       | Jackie Gleason    |
| 13 marca        | The Glenn Miller Story                                      | Ścieżka dźwiękowa |
| 20 marca        | The Glenn Miller Story                                      | Ścieżka dźwiękowa |
| 27 marca        | The Glenn Miller Story                                      | Ścieżka dźwiękowa |
| 3 kwietnia      | The Glenn Miller Story                                      | Ścieżka dźwiękowa |
| 10 kwietnia     | The Glenn Miller Story                                      | Ścieżka dźwiękowa |
| 17 kwietnia     | The Glenn Miller Story                                      | Ścieżka dźwiękowa |
| 24 kwietnia     | The Glenn Miller Story                                      | Ścieżka dźwiękowa |
| 1 maja          | The Glenn Miller Story                                      | Ścieżka dźwiękowa |
| 8 maja          | The Glenn Miller Story                                      | Ścieżka dźwiękowa |
| 15 maja         | The Glenn Miller Story                                      | Ścieżka dźwiękowa |
| 22 maja         | Glenn Miller Plays Selections from "The Glenn Miller Story" | Glenn Miller      |
| 29 maja         | Glenn Miller Plays Selections from "The Glenn Miller Story" | Glenn Miller      |
| 5 czerwca       | Glenn Miller Plays Selections from "The Glenn Miller Story" | Glenn Miller      |
| 12 czerwca      | Music for Lovers Only                                       | Jackie Gleason    |
| 19 czerwca      | Music for Lovers Only                                       | Jackie Gleason    |
| 26 czerwca      | Glenn Miller Plays Selections from "The Glenn Miller Story" | Glenn Miller      |
| 3 lipca         | Glenn Miller Plays Selections from "The Glenn Miller Story" | Glenn Miller      |
| 10 lipca        | Glenn Miller Plays Selections from "The Glenn Miller Story" | Glenn Miller      |
| 17 lipca        | Glenn Miller Plays Selections from "The Glenn Miller Story" | Glenn Miller      |
| 24 lipca        | Glenn Miller Plays Selections from "The Glenn Miller Story" | Glenn Miller      |
| 31 lipca        | Glenn Miller Plays Selections from "The Glenn Miller Story" | Glenn Miller      |
| 7 sierpnia      | Glenn Miller Plays Selections from "The Glenn Miller Story" | Glenn Miller      |
| 14 sierpnia     | Glenn Miller Plays Selections from "The Glenn Miller Story" | Glenn Miller      |
| 21 sierpnia     | The Student Prince                                          | Mario Lanza       |
| 28 sierpnia     | The Student Prince                                          | Mario Lanza       |
| 4 września      | The Student Prince                                          | Mario Lanza       |
| 11 września     | The Student Prince                                          | Mario Lanza       |
| 18 września     | The Student Prince                                          | Mario Lanza       |
| 25 września     | The Student Prince                                          | Mario Lanza       |
| 2 października  | The Student Prince                                          | Mario Lanza       |
| 9 października  | The Student Prince                                          | Mario Lanza       |
| 16 października | The Student Prince                                          | Mario Lanza       |
| 23 października | The Student Prince                                          | Mario Lanza       |
| 30 października | Music, Martinis & Memories                                  | Jackie Gleason    |
| 6 listopada     | Music, Martinis & Memories                                  | Jackie Gleason    |
| 13 listopada    | The Student Prince                                          | Mario Lanza       |
| 20 listopada    | The Student Prince                                          | Mario Lanza       |
| 27 listopada    | The Student Prince                                          | Mario Lanza       |
| 4 grudnia       | The Student Prince                                          | Mario Lanza       |
| 11 grudnia      | The Student Prince                                          | Mario Lanza       |
| 18 grudnia      | The Student Prince                                          | Mario Lanza       |
| 25 grudnia      | The Student Prince                                          | Mario Lanza       |